# Кранища
Кранища (на гръцки: Δενδράκια, Дендракия, до 1927 година Κράνιτσα, Краница) е село в Република Гърция, разположено на територията на дем Драма в област Източна Македония и Тракия.

## География
Село Кранища е разположено в планината Боздаг, на около 14 километра на северно от град Драма на 760 m надморска височина.

## История

### Етимология
Според академик Иван Дуриданов името е първоначален патроним на -ишти < -itji от личното име Крано, сравними са фамилното име Кранов, сръбските лични имена Крана, Крано. Йордан Заимов смята, че името Крано е от Крайно, разширено от Крайо.
Според Йордан Н. Иванов името е патроним от изчезналото лично име *Крано, *Краньо, при съществуващо родово име Кранов, което може да се свърже с кран, но и с гръцкото κρανιά, дрян.

### В Османската империя
В началото на XX век Кранища е село в Драмска кааза на Османската империя. Според статистиката на Васил Кънчов („Македония. Етнография и статистика“) в 1900 година Крапица има 224 жители, а Краново - 98 жители, всички българи мохамедани.

### В Гърция
През Балканската война селото е освободено от части на българската армия, но след Междусъюзническата война от 1913 година остава в пределите на Гърция. В 1927 година името на селото е променено на Дендракия.
Мюсюлманското население на Кранища е изселено и на негово място са заселени гърци бежанци. В 1928 година Кранища е представено като изцяло бежанско с 30 бежански семейства и 114 жители общо.
Населението произвежда тютюн, жито, картофи и други селскостопански продукти, като се занимава частично и със скотовъдство.
| Година    | 1913 | 1920 | 1928 | 1940 | 1951 | 1961 | 1971 | 1981 | 1991 | 2001 | 2011 | 2021 |
| --------- | ---- | ---- | ---- | ---- | ---- | ---- | ---- | ---- | ---- | ---- | ---- | ---- |
| Население | 457  | 297  | 124  | 184  | 168  | 132  | 12   | 65   | 81   | 46   | 26   | 21   |